# Jorge Ruiz Cabestany
Jorge Ruiz Cabestany (n. 22 de noviembre de 1956, San Sebastián (Guipúzcoa) España), ciclista español, profesional entre los años 1980 y 1982, durante los cuales logró 2 victorias.
Nacido en San Sebastián (Guipúzcoa) en la comunidad autónoma del País Vasco en España. Hijo de padres catalanes, su hermano menor Peio Ruiz Cabestany también fue ciclista profesional logrando 23 victorias a lo largo de su carrera.

## Palmarés
1980
- 1 etapa de la Vuelta a Cantabria

1981
- G.P. Llodio

## Resultados en Grandes Vueltas y Campeonato del Mundo
Durante su carrera deportiva ha conseguido los siguientes puestos en las Grandes Vueltas y en los Campeonatos del Mundo en carretera:
| Carrera         | 1980 | 1981  | 1982 |
| --------------- | ---- | ----- | ---- |
| Giro de Italia  | -    | -     | -    |
| Tour de Francia | -    | 118.º | -    |
| Vuelta a España | 40.º | -     | -    |
| Mundial en Ruta | -    | -     | -    |

-: No participa

Ab.: Abandono

## Equipos
- Flavia Gios (1980)
- Teka (1981)
- Hueso (1982)